# Drivis

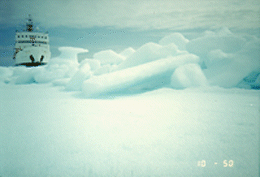
En isbrytare åker genom packis.

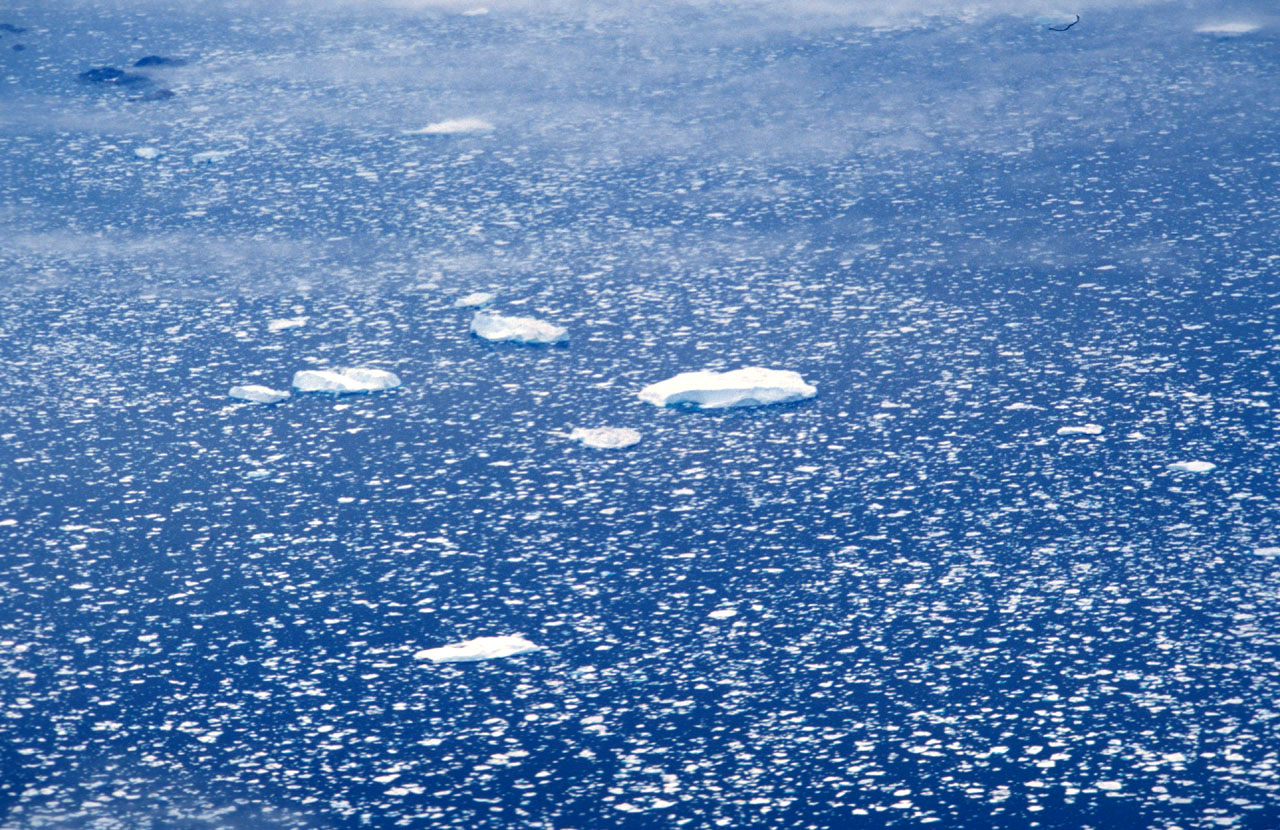
Drivis utanför Grönland.

Fast is till vänster längst strandlinjen och drivis till höger på öppet vatten.

Drivis är lösbrutna isstycken, som i större massor driver fram i vatten; särskilt den is, som från polarhaven, genom havsströmmarna, drives mot lägre breddgrader. Drivis uppkommer på grund av att de sammanhängande isfälten inte kan motstå vågornas och den högre temperaturens inverkan. Drivis kan också definieras som all annan havsis än fast is, det vill säga is som är fastfrusen vid strandlinjen eller mot andra fasta föremål, till exempel sandrev, grund och isberg som gått på grund. Drivis i olika tillstånd kan driva långt med vindar och havsströmmar. När drivis samlas i en större, kompakt massa kallas den packis.
Den internationella  israpporteringskoden skiljer mellan drivis med olika grad av täckning av vattenytan. Drivis består av is som är mellan några decimeter och någon meter tjock. Drivande isberg som kan ha en tjocklek av flera hundra meter kallas därför inte drivis. När drivisen nått en packningsgrad på 70 procent kallas den packis.

## Packis
Packis är drivis som sammanpressats till isblock och kan bilda i stort sett sammanhängande, flytande täcken av flera meter tjock is på havsytan i polarområdena. Både i Arktis och Antarktis omges långa kuststräckor av breda bälten av packis, t.ex. Novaja Zemlja,  Vitön och vid större delen av Grönland. I Antarktis omges i princip hela fastlandskusten av packis, ett undantag är Rosshavet, som dock skyddas av ett yttre isbälte. 
Även i svenska farvatten uppstår packis, och under svåra vintrar kan det i Bottniska viken förekomma upp till fem meter tjocka packisvallar.